# Tăng Thuấn Hy
Tăng Thuấn Hy (tiếng Trung: 曾舜晞; bính âm: Zeng Shùn Xi, tiếng Anh: Joseph Zeng, sinh ngày 9 tháng 10 năm 1997), là một diễn viên, ca sĩ và người mẫu người Trung Quốc.

## Sự nghiệp
Tăng Thuấn Hy gia nhập làng giải trí với vai trò ca sĩ trong nhóm nhạc "Đoàn thiếu niên cực khách" (FRESH) năm 2014; tuy nhiên anh đã tách nhóm vào năm 2015 để theo đuổi các hoạt động diễn xuất solo. Anh xuất hiện lần đầu trong bộ phim hài Mật thám hoan hỉ năm 2016. Cùng năm đó, anh đã ra mắt trong bộ phim hành động Out of Control.
Thuấn Hy được công nhận với vai Đường Tam Thập Lục trong bộ phim hành động giả tưởng Trạch Thiên ký. Sau đó, anh đóng vai chính trong các bộ phim truyền hình dành cho giới trẻ Thời thanh xuân tươi đẹp nhất và Mau mang anh trai tôi đi ra mắt trong 2 năm 2017 và 2018, nhận được rất nhiều sự yêu thích của khán giả trẻ.
Năm 2019, Tăng Thuấn Hy được chọn vào vai Trương Vô Kỵ, đóng cặp cùng Trần Ngọc Kỳ (vai Triệu Mẫn) trong bộ phim Tân Ỷ Thiên Đồ Long Ký, được chuyển thể từ tiểu thuyết võ hiệp nổi tiếng cùng tên của nhà văn Kim Dung. Cùng năm đó, anh tham gia bộ phim gia đình Cùng cha đi du học đóng vai con trai của Tôn Hồng Lôi.

## Phim ảnh

### Phim điện ảnh
| Năm  | Tên phim                                    | Tên tiếng trung | Vai diễn   | Ghi chú    |
| ---- | ------------------------------------------- | --------------- | ---------- | ---------- |
| 2017 | Out of control                              | 失控 · 飞车     | Bobby Fang | Vai phụ    |
| 2017 | Fantastica: Cuộc phiêu lưu của Boonie Bears | 熊 出没 ·       | Ông chủ    | Lồng tiếng |

### Phim truyền hình
| Năm        | Tên phim                           | Tên tiếng trung       | Vai diễn               | Kênh         |              | Ghi chú                                |
| ---------- | ---------------------------------- | --------------------- | ---------------------- | ------------ | ------------ | -------------------------------------- |
| 2016       | Mật thám hoan hỉ                   | 欢喜密探              | Đặng Tiểu Hoa          |              |              |                                        |
| 2017       | Trạch Thiên Ký                     | 择天记                | Đường Tam Thập Lục     |              |              |                                        |
| 2017       | Thời Thanh Xuân Tươi Đẹp Nhất      | 青春最好时            | Hứa Không Lẫm          |              |              |                                        |
| 2018       | Mau mang anh trai tôi đi           | 快把我哥带走          | Thời Phân              |              |              |                                        |
| 2019       | Ỷ Thiên Đồ Long Ký                 | 倚天屠龙记            | Trương Vô Kỵ           | WeTV         |              |                                        |
| 2019       | Cùng Cha Đi Du Học                 | 带着爸爸去留学        | Hoàng Tiểu Đống        |              |              |                                        |
| 2020       | Tôi gặp anh ấy ở Hong Kong         | 我在香港遇見他        | Lý Gia                 |              |              | Phim mạng                              |
| 2020       | Sứ đồ hành giả 3                   | 使徒行者3             | Ân Thiên Hiệp          | TVB          |              |                                        |
| 2020       | Chung cực bút ký                   | 终极笔记              | Ngô Tà                 | Iqiyi        |              | Phim mạng                              |
| 2021       | Nhạn quy tây song nguyệt           | 雁归西窗月            | Triệu Hiếu Khiêm       | Tencent WeTV |              | Phim mạng                              |
| 2021       | Mộ Nam Chi                         | 慕南枝                | Lý Khiêm               | Tencent WeTV |              | Phim mạng                              |
| 2021       | Tiệm đồ cổ trung cục 3             | 古董局中局之掠宝清单3 | Lục Gia (Khách mời)    | WeTV         | Tập 15       | Phim mạng                              |
| 2022       | Luận anh hùng ai xứng anh hùng     | 说英雄谁是英雄        | Vương Tiểu Thạch       | WeTV         |              | Phim mạng                              |
| 2022       | Tôi Có Thể Đã Gặp Được Vị Cứu Tinh | 我可能遇到了救星      | Lục Chiêu Tây          | Youku        |              |                                        |
| 2023       | Đi đến nơi có gió                  | 去有风的地方          | Trương Minh Vũ (cameo) |              |              |                                        |
| 2023       | Liên Hoa Lâu                       | 蓮花樓                | Phương Đa Bệnh         | IQIYI        |              | Phim mạng + chiếu đài CCTV giờ thứ kim |
| 2023       | Vân Chi Vũ                         | 云之羽                | Tuyết Đồng Tử (cameo)  | IQIYI        | Tập 7, 9, 24 |                                        |
| 2023       | Điền Canh Kỷ                       | 田耕紀                | Thẩm Nặc               | IQIYI        |              |                                        |
| 2024       | Chiếc Thuyền Đơn Độc               | 孤舟                  | Cố Dịch Trung          | IQIYI        |              |                                        |
| 2024       | Thất Dạ Tuyết                      | 七夜雪                | Hoắc Triển Bạch        | IQIYI        |              |                                        |
| 2025       | Lâm Giang Tiên                     | 临江仙                | Bạch Cửu Tư            | IQIYI        |              |                                        |
| Chưa chiếu | Vân Tú Hành                        | 云秀行                | Tử Lưu Huy             | IQIYI        |              |                                        |

### Truyền hình thực tế
| Năm  | Tên chương trình                         | Tên tiếng trung | Vai trò   | Ghi chú          |
| ---- | ---------------------------------------- | --------------- | --------- | ---------------- |
| 2016 | Thiên thiên hướng thượng                 |                 | Diễn viên |                  |
| 2016 | Hoa Dạng Tỷ Tỷ                           | 花样 姐姐       | Diễn viên | [ 2 ]            |
| 2017 | Liên minh người thách đấu mùa 3          |                 | Diễn viên |                  |
| 2017 | Khoái lạc đại bản doanh (Happy Camp)     |                 | Diễn viên |                  |
| 2018 | Manh sủng tiểu đại nhân                  |                 | Diễn viên |                  |
| 2019 | Mạn du toàn thế giới (Feel the world)    | 慢游全世界      | Diễn viên | Ep. 11, 12 IQIYI |
| 2019 | Mạn du ký                                |                 | Diễn viên |                  |
| 2020 | Chạy đi nào huynh đệ! (Running Brothers) |                 | Diễn viên | Ep.10            |
| 2021 | Người Theo Đuổi Sao Trời                 | 追星星的人      | Diễn viên |                  |
| 2021 | Anh Trai Tràn Đầy Kiêu Ngạo              | 牛气满满的哥哥  | Diễn viên |                  |
| 2022 | Xin chào thứ Bảy (Hello, Saturday)       | 你好, 星期六    | Diễn viên |                  |
| 2023 | Manh thám tra án 3                       | 萌探探探案3     | Diễn viên | Ep 5, 6          |
| 2023 | Warrior Girls                            | 漂亮的战斗      | Diễn viên | Ep 6             |
| 2023 | Xin chào thứ Bảy (Hello, Saturday)       | 你好, 星期六    | Diễn viên | Ep 51            |

## Concert
| Năm        | Tên chương trình                                  | Vai trò   | Ghi chú          |
| ---------- | ------------------------------------------------- | --------- | ---------------- |
| 16.09.2023 | Liên Hoa Lâu - chủ đề << Ngay tại trên giang hồ>> | Diễn viên | Giao lưu, ca hát |
| 05.10.2023 | Fan Meeting                                       |           | Giao lưu, ca hát |

## Event
| Năm        | Tên sự kiện                         | Tiếng trung            | Ghi chú |
| ---------- | ----------------------------------- | ---------------------- | ------- |
| 05.12.2023 | Đêm hội tầm nhìn Weibo              | 2023微博视界大会       |         |
| 07.12.2023 | Thịnh điển GQ                       | 智族GQ                 |         |
| 31.12.2023 | Đêm hội giao thừa đài Giang Tô 2024 | 2024江蘇衛視跨年演唱會 |         |
| 13.01.2024 | Đêm hội Weibo 2024                  |                        |         |

## Danh sách bài hát
| Năm  | Tên tiếng Anh                      | Tên tiếng trung | Album                               | Ghi chú                                                                                                 |
| ---- | ---------------------------------- | --------------- | ----------------------------------- | --- |
| 2016 | "Morning Call"                     | 早安 少年       | Chị em hơn hoa OST                  | |
| 2017 | "THANK YOU"                        | 谢 你           |                                     | |
| 2018 | "Eden"                             | 乐园            | Đưa anh tôi đi OST                  | |
| 2019 | "Starry Sea"                       | 星辰 大海       |                                     | Tiết mục đội hình diễn viên trẻ tiêu biểu Trung Quốc tại Liên hoan phim Kim Kê Bách Hoa 2019.           |
| 2019 | Baby's Romance                     |                 |                                     | |
| 2019 | The Devil's Tears                  | 恶魔的眼泪      |                                     | |
| 2019 | Let's Go Crazy                     |                 |                                     | |
| 2020 | Đao Kiếm Như Mộng                  | 刀剑如梦        |                                     | Biểu diễn đêm hội 618 - đài Giang Tô.                                                                   |
| 2020 | Bởi Vì Người                       | 因为你          | Chung cực bút kí OST                | |
| 2020 | Tường Vi Trong Đêm                 | 暗夜蔷薇        | Tôi gặp anh ấy ở HongKong OST       | |
| 2021 | Từng Hạnh Phúc                     | 曾幸福          |                                     | Tiếng Quảng                                                                                             |
| 2021 | Ánh Cam Ấm Áp                      | 橘色暖霞        |                                     | Bản tiếng phổ thông của "Từng hạnh phúc"                                                                |
| 2021 | Niệm Tư Vũ                         | 念思雨          | Gia Nam Truyện OST                  | ft. Cúc Tịnh Y                                                                                          |
| 2022 | Khả Truy                           | 可追            | Luận Anh Hùng Ai Xứng Anh Hùng OST  | ft. Lưu Vũ Ninh                                                                                         |
| 2022 | Giang Hồ Bầu Bạn                   | 红尘伴          | Luận Anh Hùng Ai Xứng Anh Hùng OST  | ft. Dương Siêu Việt                                                                                     |
| 2022 | Điều tươi đẹp khi có em            | 有你的美好      | Tôi Có Thể Gặp Được Vị Cứu Tinh OST | |
| 2023 | Là nàng, là ta                     | 你啊, 我啊      | Điền Canh Kỷ OST                    | |
| 2023 | Lạc lối trong mê cung tình cảm     | 迷失情感迷宫    |                                     | Tiếng Quảng                                                                                             |
| 2023 | Thiên Hạ                           | 天下            |                                     | - Liên Hoa Lâu concert. - Biểu diễn tại "Đêm hội gào thét IQIYI 2023" ft. Thành Nghị, Tiêu Thuận Nghiêu |
| 2023 | Quang                              | 光              |                                     | Biểu diễn mở màn tại "Đêm hội gào thét IQIYI 2023" ft. Lý Nhất Đồng                                     |
| 2023 | Trung Quốc trí tuệ Trung Quốc hành | 中國智慧中國行  |                                     | Mở màn Đêm hội giao thừa đài Giang Tô 2024 ft. Lưu Vũ Ninh, Đường Phi                                   |
| 2023 | Sứ Thanh Hoa                       | 青花瓷          |                                     | Đêm hội giao thừa đài Giang Tô 2024 ft. Cúc Tịnh Y                                                      |
| 2025 | Nói Với Nàng                       | 对你说          | Lâm Giang Tiên OST                  | |

## Giải thưởng
| Năm  | Giải thưởng                                                                          | Hạng mục                                   | Phim đề cử                                 | Kết quả   | Tham khảo |
| ---- | ------------------------------------------------------------------------------------ | ------------------------------------------ | ------------------------------------------ | --------- | --------- |
| 2015 | OK! The Style Awards                                                                 | Giải thưởng Ngôi sao thời trang mới        | —                                          | Đoạt giải | [ 3 ]     |
| 2016 | OK! The Style Awards                                                                 | Thần tượng có giá trị thương mại nhất      | —                                          | Đoạt giải | [ 4 ]     |
| 2017 | Giải thưởng thời trang Weibo                                                         | Giải thưởng diễn viên mới nổi tiếng        | —                                          | Đoạt giải | [ 5 ]     |
| 2018 | Giải thưởng Ngôi sao video Tencent lần thứ 12                                        | Diễn viên truyền hình triển vọng nhất      | —                                          | Đoạt giải | [ 6 ]     |
| 2019 | Lễ trao giải Diễn viên Trung Quốc lần thứ 6                                          | Nam diễn viên xuất sắc nhất (Web-drama)    | Tân Ỷ Thiên Đồ Long Ký                     | Đoạt giải | [ 7 ]     |
| 2019 | Hoa Đỉnh lần thứ 26                                                                  | Diễn viên mới xuất sắc nhất                | Tân Ỷ Thiên Đồ Long Ký                     | Đề cử     | [ 8 ]     |
| 2019 | Kim Cốt Đoá - Liên hoan phim và truyền hình mạng lần thứ 4                           | Nam diễn viên xuất sắc nhất                | Tân Ỷ Thiên Đồ Long Ký & Mang bố đi du học | Đề cử     | [ 9 ]     |
| 2019 | Kim Cốt Đoá - Liên hoan phim và truyền hình mạng lần thứ 4                           | Diễn viên có nhân khí cao nhất             | Tân Ỷ Thiên Đồ Long Ký & Mang bố đi du học | Đoạt giải | [ 10 ]    |
| 2019 | Hội nghị thượng đỉnh ngành công nghiệp giải trí Trung Quốc (Giải thưởng Cá Nóc Vàng) | Nghệ sĩ có giá trị thương mại hứa hẹn nhất | —                                          | Đoạt giải | [ 11 ]    |
| 2019 | Giải thưởng thời trang Sina                                                          | Nghệ sĩ chất lượng của năm                 | —                                          | Đoạt giải | [ 12 ]    |
| 2019 | Giải thưởng Lựa chọn Thời trang iFeng                                                | Phong cách thời trang của năm              | —                                          | Đoạt giải | [ 13 ]    |
| 2023 | Đêm hội gào thét IQIYI 2023                                                          | Nam diễn viên đột phá của năm              |                                            | Đoạt giải |           |
| 2023 | Đêm hội tầm nhìn Weibo 2023                                                          | Diễn viên mong chờ của năm                 |                                            | Đoạt giải |           |
| 2024 | Đêm hội Weibo 2024                                                                   | Diễn viên đột phá của năm                  |                                            | Đoạt giải |           |